# Медичні відходи
Медичні відходи – відходи, що утворюються внаслідок здійснення діяльності з медичного обслуговування або ветеринарної практики, здійснення експертиз та досліджень у сфері охорони здоров’я, ветеринарної медицини, у тому числі наукових або дослідницьких робіт.
Система охорони здоров’я продукує велику кількість відходів, які є потенційно небезпечними. Неправильний порядок управління медичними відходами спричиняє загрозу громадському здоров’ю безпосередньо, створюючи ризик інфікування чи отруєння ними, так і опосередковано через загострення екологічної кризи.

## РИЗИКИ, ПОВ’ЯЗАНІ З МЕДИЧНИМИ ВІДХОДАМИ
Медичні відходи несуть ризики хімічних, токсичних, канцерогенних, мутагенних і радіаційних впливів на організм людини, загрожують травматизмом та інфікуванням.
Насамперед відходи системи охорони здоров’я – це джерело потенційно небезпечних мікроорганізмів, які можуть заражати пацієнтів, медичний персонал і загалом населення.
Інфікування через відходи може відбуватися внаслідок:
- пошкодження шкірного покриву, зокрема порізу чи уколу;

- контактування зі шкірою або слизовими оболонками;

- вдихання;

- проковтування.

Також слід згадати про токсичну небезпеку медичних відходів. Заклади охорони здоров’я використовують хімічну та фармацевтичну продукцію, яка може бути:
- їдкою;

- канцерогенною;

- мутагенною;

- репротоксичною;
- подразнювальною;
- сенсибілізувальною;
- легкозаймистою;
- вибухонебезпечною.

В організм людини такі речовини потрапляють через вдихання газу, пару або крапель, прямий контакт зі шкірою або слизовими оболонками, проковтування.

## ДИНАМІКА УТВОРЕННЯ МЕДИЧНИХ ВІДХОДІВ В УКРАЇНІ
Національний план управління відходами до 2033 року, затверджений розпорядженням КМУ від 27 грудня 2024 р. № 1353-р, наводить наступні дані щодо статистики утворення медичних відходів.
Станом на 2020 рік кількість закладів охорони здоров’я в Україні становила 1302 одиниці із ліжковим фондом 250 662. Мережа закладів системи МОЗ, які надають амбулаторно-поліклінічну допомогу (включаючи структурні та відокремлені структурні підрозділи, які надають первинну медичну допомогу), має 8 730 закладів та підрозділів (лікарняні заклади згідно з КВЕД 2010: клас 86.10).
За даними Консультативної групи консорціуму з використання ресурсів та утилізації відходів (Consortium Resources and Waste Advisory Group Limited), станом на грудень 2016 р. передбачувана кількість утворених медичних відходів з розрахунку на одне лікарняне ліжко становила 1,04 кг на одного жителя України в рік, з яких інфекційні відходи – 0,26 кг, інші – 0,78 кг. Таким чином, розрахунковий обсяг медичних відходів становив 116 273,96 т/рік, з яких інфекційні – 29 068,49 т, інші – 87 205,47 т .
Передбачається поступовий ріст утворення медичних відходів у наступні роки (до 141 тис. тонн у 2035 році), з них епідемічно інфекційних відходів – до 35 тис. тонн, що пов’язано зі старінням населення та збільшенням кількості людей, які постраждали під час війни з РФ і будуть потребувати медичної допомоги.
Виходячи з цього наразі існує необхідність у збільшенні потужностей об’єктів оброблення медичних відходів або відкриття нових для безпечного видалення утвореної кількості медичних відходів.
Переважна більшість медичних відходів, як правило, утворюється великими лікарнями – близько 78 % загального річного обсягу медичних відходів. Проте утворювачами медичних відходів є і невеликі приватні клініки та кабінети, медичні діагностичні лабораторії і навіть салони краси. Вони сумарно утворюють 22 % від загального обсягу.

## КЛАСИФІКАЦІЯ МЕДИЧНИХ ВІДХОДІВ
Рамковим нормативно-правовим актом, що регулює сферу управління відходами в Україні та запроваджує європейський підхід до ієрархії управління відходами, є Закон України «Про управління відходами» від 20.06.2022 № 2320-IX.
Ст. 7 цього Закону встановлює, що класифікація відходів здійснюється відповідно до Національного переліку відходів і Порядку класифікації відходів з урахуванням Переліку властивостей, що роблять відходи небезпечними (додаток 3 до ЗУ «Про управління відходами»).
За наявністю небезпечних властивостей відходи класифікують на:
- небезпечні (позначаються знаком *);

- ті, що не є небезпечними.

Під час роздільного збирання відходів у закладах охорони здоров’я найбільша частка припадає на безпечні відходи (від 75 до 90 %), які не мали контакту з біологічними рідинами пацієнтів, інфекційними хворими, вони наближені за складом до побутових відходів та класифікуються за кодами групи 20 Національного переліку відходів.
Це здебільшого змішані побутові відходи, які підлягають видаленню на місцевих полігонах, а також скло, папір, метал, що можуть бути використані повторно після операцій з рециклінгу.
Решта (10-25 %) медичних відходів належать до категорії небезпечних чи потенційно небезпечних і можуть бути факторами ризику для навколишнього природного середовища та здоров’я людини. Вони можуть проявляти такі небезпечні властивості як інфекційність, гостра токсичність, подразнювальна чи сенсибілізуюча здатність.
Медичні відходи потребують особливої уваги, а управління ними регулюється наказом МОЗ № 1827 від 31.10.2024 р. «Про затвердження Державних санітарних норм та правил «Порядок управління медичними відходами, у тому числі вимоги щодо безпечності для здоров’я людини під час утворення, збирання, зберігання, перевезення, оброблення таких відходів».
Відповідно до нього медичні відходи – це відходи, пов’язані з доглядом за новонародженими, діагностикою, лікуванням чи профілактикою захворювань у людей. Вони класифікуються за кодами підгрупи 18 01 Національного переліку відходів.
| 18 01 Відходи, пов’язані з доглядом за новонародженими, діагностикою, лікуванням чи профілактикою захворювань у людей | 18 01 Відходи, пов’язані з доглядом за новонародженими, діагностикою, лікуванням чи профілактикою захворювань у людей                                                                                           |
| --- | --- |
| 18 01 01 | Гострі інструменти (крім зазначених за кодом 18 01 03) |
| 18 01 02 | Частини тіла та органи, включаючи посудини з кров’ю та консервовану кров (крім зазначених за кодом 18 01 03) |
| 18 01 03* | Відходи, збирання та видалення яких обумовлено спеціальними вимогами для запобігання виникненню інфекції |
| 18 01 04 | Відходи, збирання та видалення яких обумовлено спеціальними вимогами для запобігання виникненню інфекції (наприклад, перев’язувальний матеріал, гіпсові пов’язки, простирадла, одноразовий одяг, підгузки тощо) |
| 18 01 06* | Хімічні препарати, що складаються або містять небезпечні речовини |
| 18 01 07 | Хімічні препарати інші, ніж зазначені за кодом 18 01 06 |
| 18 01 08* | Цитотоксичні та цитостатичні лікарські препарати |
| 18 01 09 | Лікарські препарати інші, ніж зазначені за кодом 18 01 08 |
| 18 01 10* | Відходи амальгам для стоматологічних цілей |

## ПОРЯДОК УПРАВЛІННЯ МЕДИЧНИМИ ВІДХОДАМИ
Для організації правильної системи управління відходами заклади охорони здоров’я здійснюють комплекс заходів, що включають роздільне збирання та маркування відходів, їхнє перенесення у корпусні / міжкорпусні (накопичувальні) приміщення зберігання відходів на території утворювача відходів, оброблення відходів (за необхідності) та передавання відходів суб’єкту господарювання у сфері управління відходами з метою їхнього відновлення / видалення.
Відходи збираються у місцях утворення (кабінет, маніпуляційна, операційна тощо) окремо за кодами згідно з Національним переліком у спеціально промарковані контейнери (якщо гострі) або пакети (негострі) для первинного пакування.
Далі вони поміщаються у пластиковий контейнер для вторинного пакування, що відповідають вимогам ДСТУ EN 840-1:2018 (EN 840-1:2012, IDT) «Контейнери для збирання та перероблення відходів пересувні. Частина 1. Контейнери двоколісні місткістю до 400 л для гребінчастих підіймальних пристроїв. Розміри та конструкція», і транспортуються у приміщення для тимчасового зберігання відходів з обмеженим доступом сторонніх осіб.
Далі правильно упаковані та відповідно промарковані медичні відходи передаються для оброблення компаніям, які отримали дозвіл на здійснення операцій з оброблення відходів відповідно до Порядку видачі, відмови у видачі, анулювання дозволу на здійснення операцій з оброблення відходів, що затверджений постановою Кабінету Міністрів України від 19 грудня 2023 року № 1328, та ліцензію на провадження господарської діяльності з управління небезпечними відходами, відповідно до Ліцензійних умов провадження господарської діяльності з управління небезпечними відходами, затверджених постановою Кабінету Міністрів України від 05 грудня 2023 року № 1278.
Всі небезпечні медичні відходи (позначені знаком *) підлягають спалюванню в установках спалювання відходів або сумісного спалювання відходів.
Однак під час спалювання таких відходів за температур нижче 800°C утворюються:
- хлоридна кислота;

- діоксини;

- фурани;

- інші токсичні речовини.

Ці небезпечні речовини містяться в самих викидах, у залишковому повітряному попелі та димових газах, що виходять через димохідні труби. Вплив діоксинів, фуранів та інших поліхлорованих біфенілів (ПХБ) може мати шкідливі наслідки для здоров’я людей. Ці речовини стійкі, їхні молекули не руйнуються в довкіллі й накопичуються в харчовому ланцюзі.

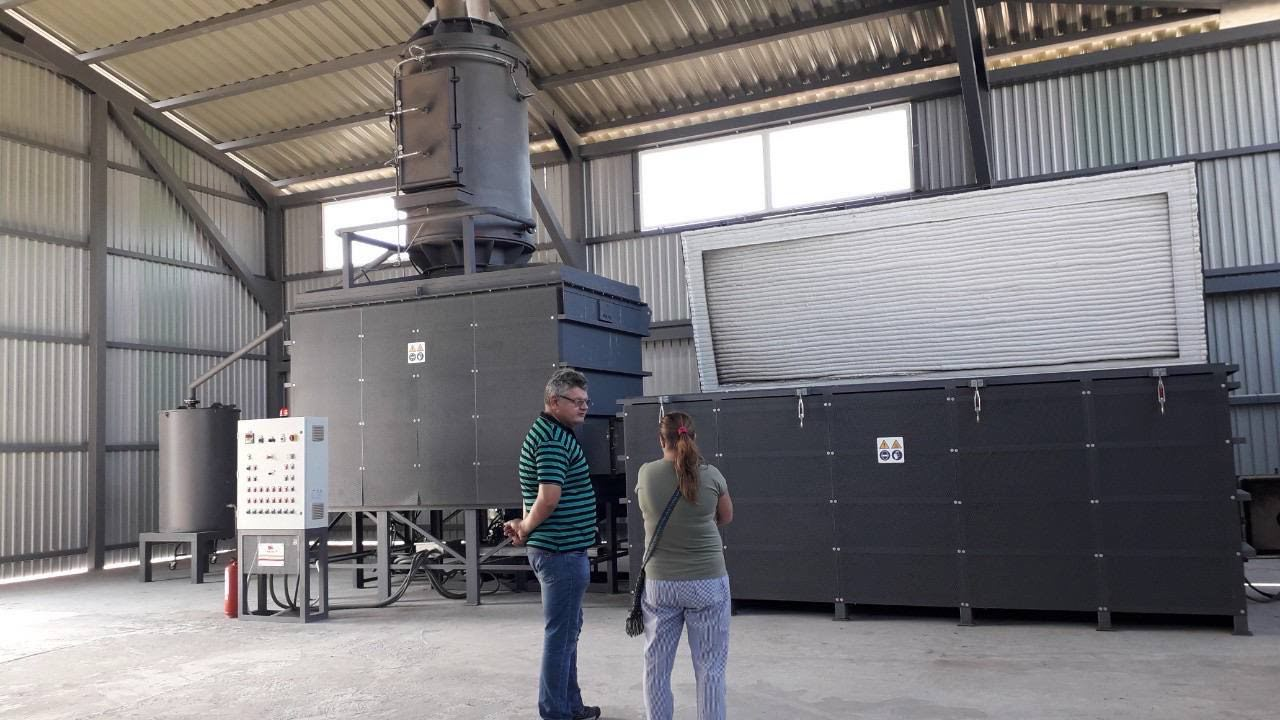
Піч для спалювання відходів "Exse OS 100"

Вирішити проблему додаткового забруднення довкілля під час спалювання медичних відходів можуть камери допалювання в інсинераторах. У них утворювані гази підлягають піролізу за температури понад 1100°C.
Підхід із застосуванням камери допалювання в інсинераторах – наразі єдиний дозволений чинним законодавством України. 
Однак небезпечні медичні відходи не завжди потрапляють на спалювання. Значна їхня частина опиняється на полігонах і несанкціонованих звалищах. Це трапляється через безвідповідальний підхід закладів охорони здоров’я до управління відходами та неналежне фінансування державних установ.

## СУБ’ЄКТИ ГОСПОДАРЮВАННЯ У СФЕРІ УПРАВЛІННЯ ВІДХОДАМИ
Право на провадження господарської діяльності з управління медичними відходами мають компанії, що отримали дозвіл на здійснення операцій з оброблення відходів (за відповідними кодами відходів згідно з Національним переліком) та ліцензію на провадження господарської діяльності з управління небезпечними відходами, що видані Міністерством захисту довкілля та природних ресурсів України. Окрім того для транспортування небезпечних відходів потрібна відповідна ліцензія, видана Державною службою України з безпеки на транспорті.
Щоб перевірити, чи має компанія право на управління відходами, існують переліки суб’єктів господарювання, які мають ті чи інші дозвільні документи та відповідно працюють в правовому полі. Для управління безпечними відходами достатньо мати дозвіл на здійснення операцій з оброблення відходів (його наявність у компанії можна перевірити за посиланням https://my.eco.gov.ua/eco/registry), для оброблення небезпечних відходів обов’язковою умовою є також наявність ліцензії. Переглянути перелік компаній, у яких є вищезгадана ліцензія, можна за посиланням https://eco.gov.ua/reiestr-litsenziativ-z-upravlinnia-nebezpechnymy-vidkhodamy).

##### Проте декілька компаній в Україні спеціалізуються виключно на послугах з управління медичними відходами.
Єдиною в Україні компанією, що має два ліцензованих майданчики для оброблення медичних відходів, є ТОВ «ЕКОЛОГІЧНІ ПЕРЕРОБНІ ТЕХНОЛОГІЇ». За інформацією з офіційного сайту компанії, їхня діяльність з видалення медичних відходів провадиться на майданчиках, що успішно пройшли перевірку матеріально-технічної бази спеціалістами Міндовкілля, у місті Львів та Миколаївській області. Підприємство має всі необхідні дозвільні документи та ліцензії, відповідне сертифіковане обладнання та власний автопарк спеціалізованих автомобілів для здійснення діяльності у сфері управління небезпечними відходами, окрім того пройшло сертифікацію за міжнародними стандартами на систему управління якістю ISO 9001:2018, систему екологічного управління ISO 14001:2015, систему управління охороною здоров’я та безпекою праці ISO 45001:2019 і має позитивні відгуки партнерів.
Також компаніями, що мають повний пакет необхідних дозвільних документів, та спеціалізуються на видаленні медичних відходів, є ТОВ «НЬЮ ЕКОСВІТ», ТОВ «ВТОРМАГ».

## ПОСИЛАННЯ
1. 1 2 3 4  ЗУ "Про управління відходами".
2. 1 2  Національний план управління відходами до 2033 року.
3. ↑  Національний перелік відходів.
4. ↑  Порядок класифікації відходів.
5. ↑  Національний перелік відходів (ЕкоСистема).
6. ↑  Наказ МОЗ № 1827.
7. ↑  ДСТУ EN 840-1:2018.
8. ↑  Постанова КМУ № 1328 від 19.12.2023.
9. ↑  Постанова КМУ № 1278 від 05.12.2023.
10. ↑  Офіційний сайт Міндовкілля.
11. ↑  Державна служба України з безпеки на транспорті.
12. ↑  ТОВ "ЕКОЛОГІЧНІ ПЕРЕРОБНІ ТЕХНОЛОГІЇ".